# Џексонвил
Џексонвил (енгл. Jacksonville) је највећи град у америчкој савезној држави Флориди. По попису становништва из 2020. у њему је живело 949.611 становника.

## Демографија
Према попису становништва из 2010. у граду је живело 821.784 становника, што је 86.167 (11,7%) становника више него 2000. године.
|                   | 2010.            | 2000.            |
| Укупно            | 821 784 (100,0%) | 735 617 (100,0%) |
| Белци             | 452 525 (55,07%) | 457 478 (62,19%) |
| Афроамериканци    | 252 421 (30,72%) | 213 514 (29,03%) |
| Хиспаноамериканци | 63 485 (7,725%)  | 30 594 (4,159%)  |
| Азијати           | 35 222 (4,286%)  | 20 427 (2,777%)  |
| Остали            | 18 131 (2,206%)  | 13 604 (1,849%)  |

## Партнерски градови
- Баија Бланка
- Мурманск
- Changwon
- Нант
- Јингкоу
- Гебеха
- Куритиба
- Суџоу